# Toppenish
Toppenish est une ville du comté de Yakima, dans l’État de Washington aux États-Unis. En 2010, sa population s’élevait à 8 949 habitants.

## Source
- (en) Cet article est partiellement ou en totalité issu de l’article de Wikipédia en anglais intitulé « Toppenish, Washington » (voir la liste des auteurs).